# Cucuruzenii de Sus, Orhei
Cucuruzenii de Sus este un sat din cadrul comunei Crihana din raionul Orhei, Republica Moldova

## Școala agricolă din localitate

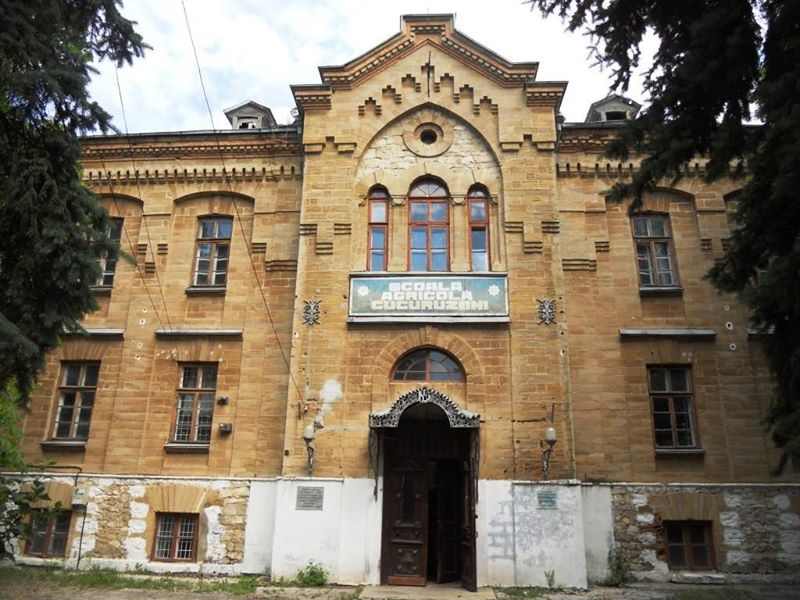
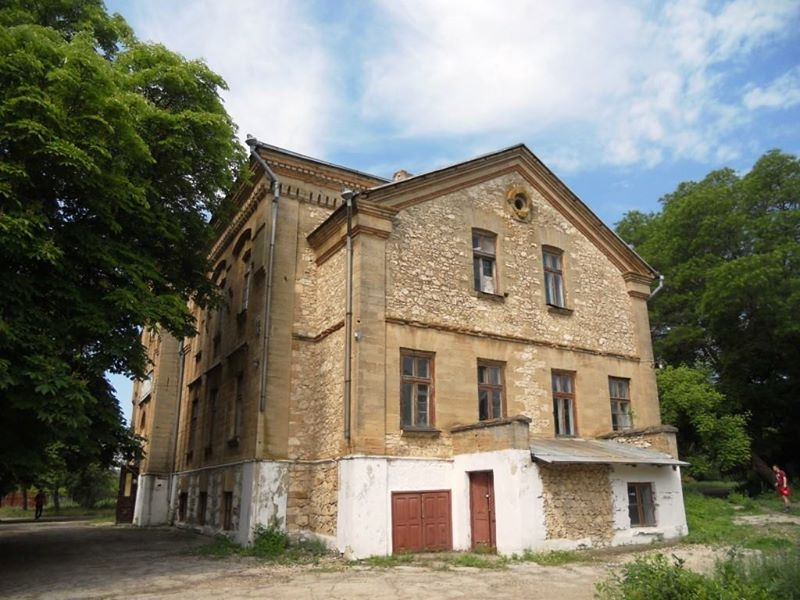
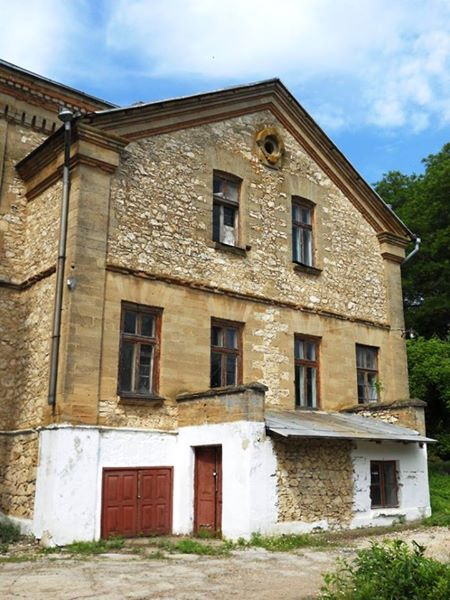
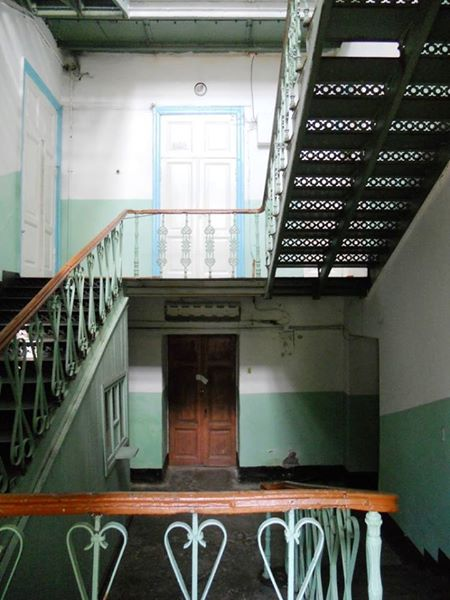
Interior
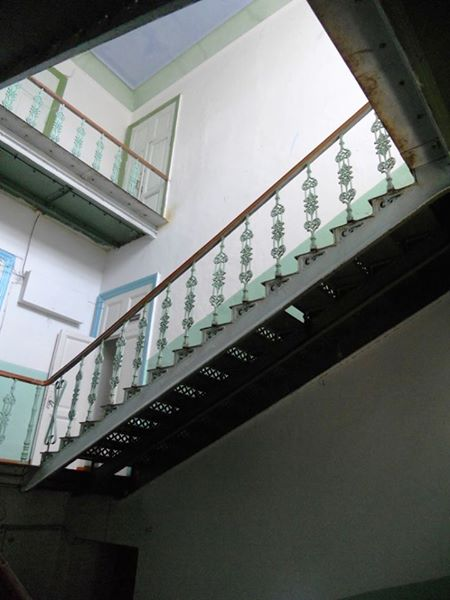
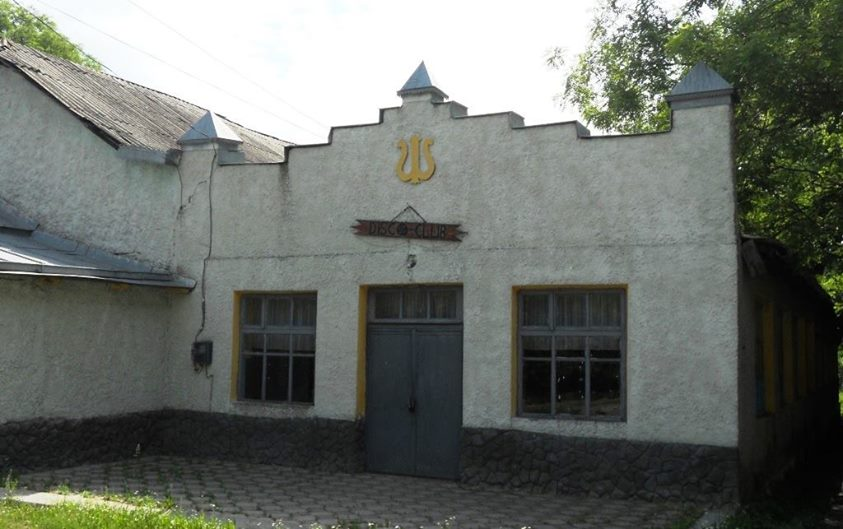
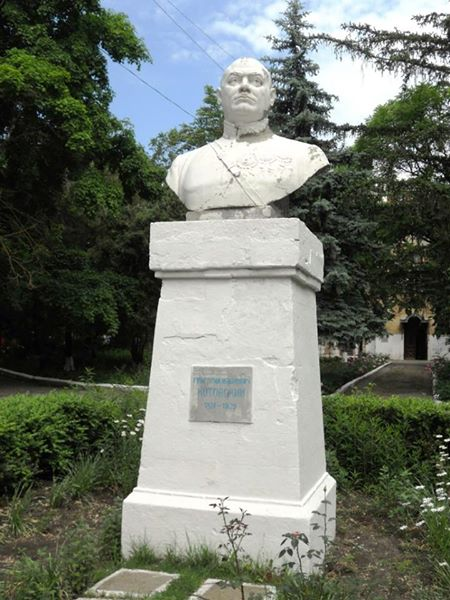
Bustul lui Grigore Cotovschi, revoluționar comunist care a studiat în cadrul școlii.
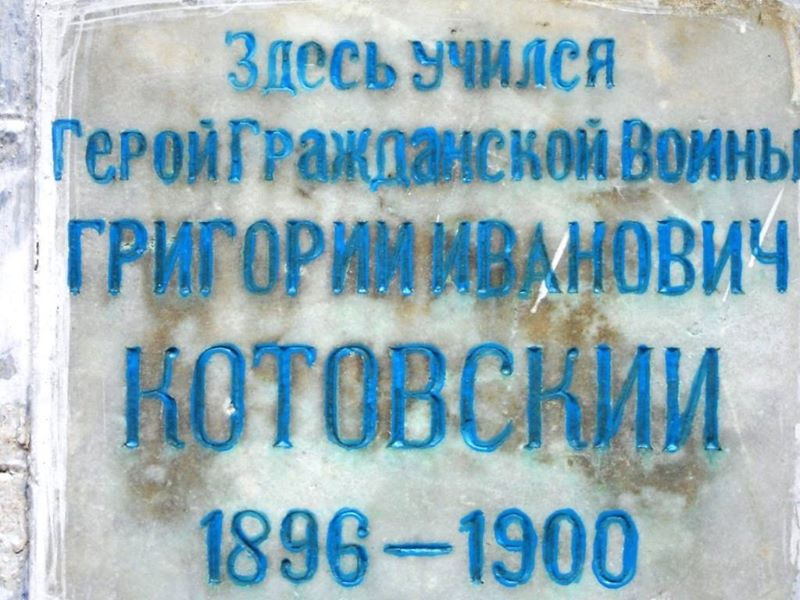